# Cléguérec
Cléguérec es una comuna francesa situada en el departamento de Morbihan, en la región de Bretaña.

## Demografía
| 3013 | 2812 | 2679 | 2717 | 2716 | 2749 | 2835 |
| Para los censos de 1962 a 1999 la población legal corresponde a la población sin duplicidades (Fuente: INSEE [Consultar]) |      |      |      |      |      |      |